# Чо Хјонву
Чо Хјонву (кореј. 조현우; 25. септембар 1991) јужнокорејски је фудбалер који тренутно наступа за Тегу и репрезентацију Јужне Кореје као голман.
Био је обећавајући кандидат за национални тим до 20 година, стабилизујући одбрану хватањем и јаких и слабијих лопти, уз добру комуникацију са саиграчима. Његова лоша форма је наведена као слаба тачка, али као голман је јака карика стабилности тима и расуђивања. Изабран је као дио тима за Челенџ 2016, а затим и као четврти голман на Класику 2017.

## Клупска каријера
Професионалну каријеру почео је 2013. године, кад је изабран од стране јужнокорејског клуба Тегу на драфту К1 лиге. Прве сезоне бранио је на 9 утакмица, док се наредних сезона усталио као стандардни голман.

## Репрезентативна каријера
У новембру 2015, позван је од стране селектора Улија Стеликеа, за квалификационе утакмице за Свјетско првенство 2018 против Лаоса и Мјанмара.
Изабран је за голмана на првенству Источне Азије, гдје је и добио награду за најбољег голмана првенства.
У мају 2018, нашао се на прелиминарном списку Јужне Кореје за Свјетско првенство 2018, у Русији. Нашао се и на коначном списку, као трећи голман, али је брзо постао први избор и бранио је на све три утакмице групне фазе. Његова издања на утакмицама прва два кола, против Мексика и Шведске била су сјајна, упркос томе што је Кореја обје утакмице изгубила. На утакмици трећег кола против Њемачке био је један од најзаслужнијих за побједу Јужне Кореје 2:0 и историјску елиминацију Њемачке, која је по први пут испала у групној фази, Хјонву је добио награду за играча утакмице. Одбранио је шест удараца и завршио утакмицу без примљеног гола. Кореја је упркос побједи елиминисана, због побједе Шведске над Мексиком, завршила је групу на трећем мјесту, испред Њемачке.

## Трофеји

### Репрезентација
Јужна Кореја
- Првенство Источне Азије: 2017

## Награде
- Идеална постава К лиге: 2017
- Идеална постава К челенџ лиге: 2015, 2016
- Најбољи голман првенства Источне Азије: 2017